# Hebräisch-Orientalischer Melodienschatz
Hebräisch-Orientalischer Melodienschatz ist eine Edition des musikalischen Bestandes der jüdischen Liturgie und Folklore, „zum ersten Male gesammelt, erläutert und herausgegeben“ (Untertitel) von Abraham Zvi Idelsohn (1882–1938). Die Sammlung umfasst zehn Bände und erschien überwiegend in Leipzig: Breitkopf & Härtel von 1914 bis 1932, teilweise im Verlag Harz, Berlin [u. a.], oder bei Hofmeister, Leipzig.
Der jüdische Musikforscher Abraham Zvi Idelsohn „dokumentierte […] in Jerusalem zwischen 1911 und 1913 phonographisch Bibelrezitationen der jemenitischen, babylonischen, syrischen, persischen, orientalisch-sephardischen und marokkanischen Juden.“

## Inhaltsübersicht
- I (1914), Gesänge der jemenitischen Juden
- II (1922), Gesänge der babylonischen Juden
- III (1922), Gesänge der persischen, bucharischen und daghestanischen Juden
- IV (1923), Gesänge der orientalischen Sefardim
- V (1929), Gesänge der marokkanischen Juden
- VI (1932), Der Synagogengesang der deutschen Juden im 18. Jahrhundert
- VII (1932), Die traditionellen Gesänge der süddeutschen Juden
- VIII (1932), Der Synagogengesang der osteuropäischen Juden
- IX (1932), Der Volksgesang der osteuropäischen Juden
- X (1932), Gesänge der Chassidim